# Changing Our Minds: The Story of Dr. Evelyn Hooker
Changing Our Minds: The Story of Dr. Evelyn Hooker es una película documental estadounidense de 1992 dirigido por Richard Schmiechen. La película, que narra el trabajo de Evelyn Hooker, una psicóloga que desafió la visión psicológica del en ese entonces estándar de la homosexualidad, fue nominada a un Premio de la Academia a la Mejor Película Documental.